# 文村潤
文村 潤（ふみむら じゅん）、1915年4月21日 - 1983年7月6日）は、日本の翻訳家。

## 略歴
本名は加能 越郎 (かのう えつろう)。東京府（現・東京都新宿区）出身。
1939年東京帝国大学法学部卒業。旺文社で編集に携わり、常務理事を務める傍ら、英米の推理小説を訳した。
1983年、肺癌で死去。

## 翻 訳
- 『放浪処女事件』（E・S・ガードナー、早川書房、Hayakawa pocket mystery books)  1954、のち文庫
- 『細い線』（エドワード・アタイヤ、早川書房、世界探偵小説全集） 1954、のち文庫
- 『狙った獣』（マーガレット・ミラー、早川書房、世界探偵小説全集） 1956、のち文庫
- 『夜歩く』（ジョン・ディクスン・カー、ハヤカワ・ミステリー文庫） 1976

## 参考
- 訳書記載の略歴
- 『現代翻訳者辞典』（日外アソシエーツ）1985、482ページ
- 『現代物故者辞典（1983～1987）』（日外アソシエーツ）、180ページ